# عدم استقرار خرطوم الحريق

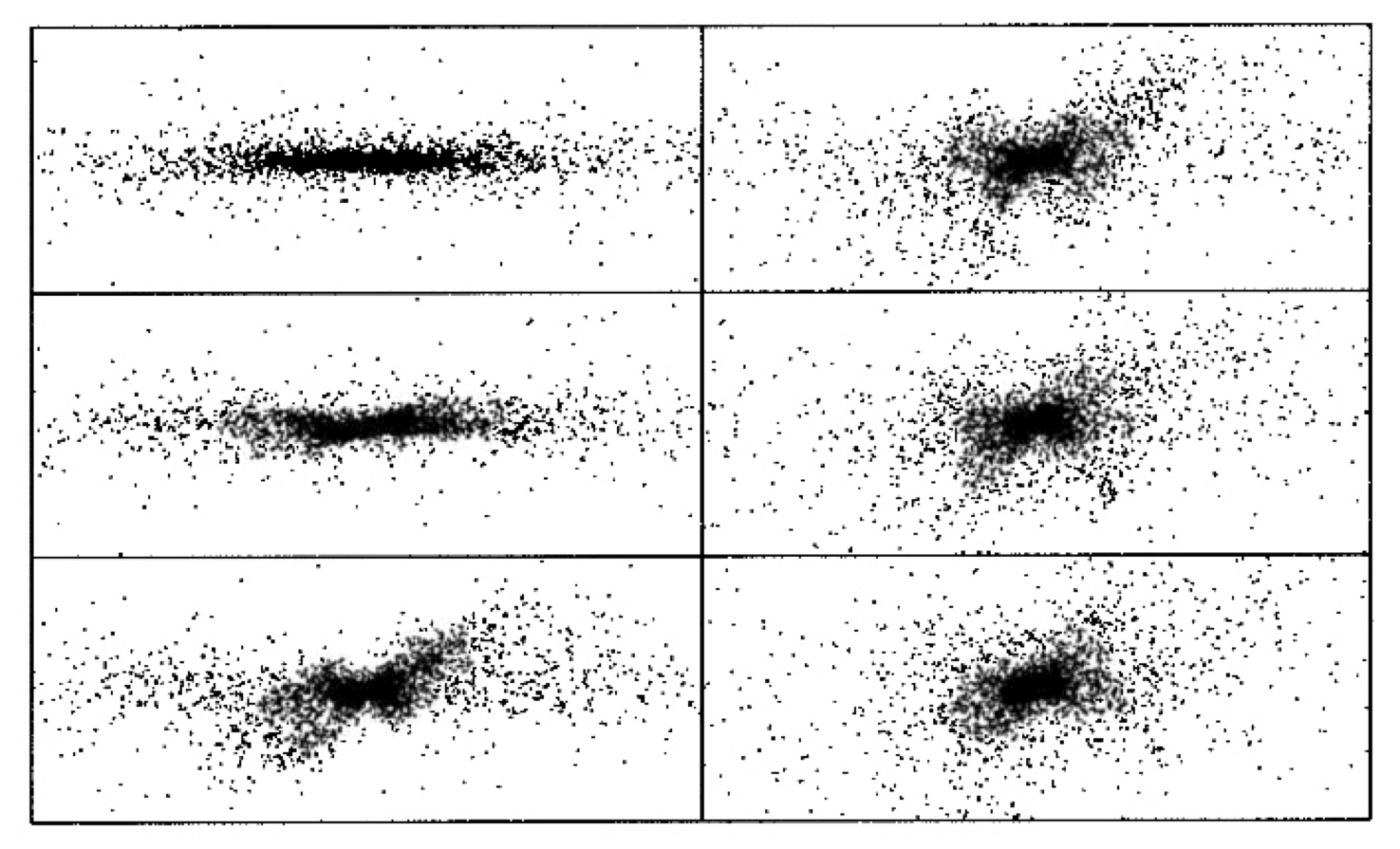
المجال العام

عدم استقرار خرطوم الحريق (أو عدم استقرار الخرطوم) هو عدم الاستقرار الديناميكي للمجرات المجوفة النحيلة أو الممتدة. يؤدي عدم الاستقرار إلى أن تتشابك المجرة أو تنحني في اتجاه عمودي على محورها الطويل. بعد انتهاء حالة عدم الاستقرار، تصبح المجرة أقل استطالة (أي مستديرة) عن ذي قبل. أي نظام رفيع بدرجة كافية، يكون فيه بعض مكونات السرعة الداخلية في شكل حركات عشوائية أو مضادة للتدفق (على عكس الدوران)، يخضع لعدم الاستقرار.
من المحتمل أن يكون عدم استقرار خرطوم الحريق مسؤولاً عن حقيقة أن المجرات الإهليلجية وهالات المادة المظلمة لا تحتوي أبداً على نسب محور أكثر من حوالي 3:1، لأن هذا يمثل تقريبًا نسبة المحور الذي تحدده حالة عدم الاستقرار. قد تلعب أيضًا دورًا في تكوين المجرات الحلزونية الضلعية، عن طريق التسبب في تثخن الشريط في الاتجاه العمودي على قرص المجرة.
يستمد عدم استقرار خرطوم الحريق اسمه من عدم استقرار مماثل في البلازما الممغنطة. ومع ذلك، هناك تشبيه أفضل وهو بعدم استقرارية كيلفن هيلمهولتز، أو بخرز منزلق على طول خيط متأرجح.

## تحليل الاستقرار: الأوراق والأسلاك
يمكن تحليل عدم استقرار خرطوم الحريق تمامًا في حالة وجود طبقة رقيقة لا حصر لها من النجوم ذاتية الانجذاب. إذا واجهت الورقة إزاحة صغيرة {\displaystyle h(x,t)} in the {\displaystyle z} في الاتجاه z، التسارع العمودي للنجوم x بالسرعة u أثناء تحركهم حول المنحنى هي
{\displaystyle a_{z}=\left({\partial  \over \partial t}+u{\partial  \over \partial x}\right)^{2}h={\partial ^{2}h \over \partial t^{2}}+2u{\partial ^{2}h \over \partial t\partial x}+u^{2}{\partial ^{2}h \over \partial x^{2}},\,}
على شرط أن يكون الانحناء صغيرًا بدرجة كافية بحيث لا تتأثر السرعة الأفقية. التسارع على جميع النجوم x يجب أن يساوي هذا التسارع قوة استعادة الجاذبية لكل كتلة وحدة {\displaystyle F_{x}} في إطار يتم اختياره بحيث تكون حركات التدفق المتوسطة صفراً، تصبح هذه العلاقة
{\displaystyle {\partial ^{2}h \over \partial t^{2}}+\sigma _{u}^{2}{\partial ^{2}h \over \partial x^{2}}-F_{z}(x,t)=0,\,}
حيث {\displaystyle \sigma _{u}} هي تشتت السرعة الأفقية في ذلك الإطار.
لاضطراب في الشكل
{\displaystyle h(x,t)=H\exp \left[\mathrm {i} \left(kx-\omega t\right)\right]}
قوة الجاذبية للإسترجاع هي
{\displaystyle F_{z}(x,t)=-G\Sigma \int _{-\infty }^{\infty }\mathrm {d} y'\int _{-\infty }^{\infty }{\left[h(x,t)-h(x',t)\right] \over \left[(x-x')^{2}+(y-y')^{2}\right]^{3/2}}\mathrm {d} x'=-2\pi G\Sigma kh(x,t)}
حيث {\displaystyle \Sigma } هي كثافة الكتلة السطحية. علاقة التشتت لورقة ضئيلة ذات جاذبية ذاتية هي إذًا.
{\displaystyle \omega ^{2}=2\pi G\Sigma k-\sigma _{u}^{2}k^{2}.}
الفترة الأولى، الذي ينشأ من الجاذبية المرتبكة، يحقق إستقرارًا، بينما الفترة الثانية، بسبب قوة الطرد المركزي التي تشكل جهدًا على الورقة، تحقق زعزعة في الإستقرار.
للأطوال الموجية الطويلة بشكل كافي:
{\displaystyle \lambda =2\pi /k>\lambda _{J}=\sigma _{u}^{2}/G\Sigma }
قوة الجاذبية للإسترجاع هي المُسيطرة، والورقة مستقرة؛ بينما في الأطوال الموجية القصيرة الورقة غير مستقرة. عدم استقرار خرطوم الحريق على وجه التحديد تكميلية، في هذا النطاق، لعدم أستقرارية كتلة جينس في الطائرة، والتي هي مستقرة في الأطوال الموجية القصيرة {\displaystyle \lambda <\lambda _{J}}.
يمكن القيام بتحليل مشابه للمجرة الذي تم جعله مثاليًأ كسلك ذي بعد واحد، مع تنوع الكثافة على طول المحور. هذا نموذج بسيط للمجرة الأهليجية.

## تحليل الاستقرار: المجرات ذات السماكة المحدودة
في الاطوال الموجية الأقصر من السمك العكودي للمجرة، الإنحناء يستقر. السبب هو أن النجوم في المجرات ذات السمك المحدود تتذبذب عموديًا مع مع ترددات غير مضطربة {\displaystyle \kappa _{z}} مثل أي مذبذب، مرحلة استجابة النجم للإنحناء المسلط يعتمد بشكل كلي على ما إذا كان التردد المسلط {\displaystyle ku} أكبر من أو أقل من تردده الطبيعي.
إذا كان (معادلة) لأغلب النجوم، استجابة الكثافة الكلية للإضطراب سينتج عنه إمكانية جاذبية معاكسة لتلك المسلطة من قبل الإنحناء وسيتم تثبيط الإضطراب. هذه النقاشات تعني أن المجرة السميكة بشكل كافٍ {\displaystyle \kappa _{z}} سوف تكون مستقرة للإنحناء في جميع الأطوال الموجية، القصيرة منها والطويلة.
تحليل النماذج الطبيعية الخطية للألواح المحدودة السمك تبين أنه هنالك حاجة للإنحناء المستقر عندما تكون نسبة تشتتات السرعة العمودية إلى الافقية متجاوزة 0.3. بما أن استطالة النظام النجمي في تباين الخواص هذا هو حوالي 15:1 ــ أكثر شدًة بكثير مما تمت ملاحضته في المجرات الحقيقية ــ عدم استقراريات الانحناء لطالما كان الاعتقاد السائد بخصوصها هو أن اهميتها قليلة.
و مع ذلك، فريدمان وبولياجينكو بينوا أن نسبة المحور الحرج لاستقرار الاجسام الشبه كروية المفلطحة المتجانسة (ثابتة الكثافة) كانت حوالي 3:1، وليس 15:1 كما هو مبين من قبل اللوح اللا محدود، ميريت وهيرنكويست وجدوا نتيجة مشابهة في دراسة للمركب N للاجسام الشبه لكروية غير المتجانسة.
التناقض تم حله في عام 1994. قوة الاسترجاع الجاذبية من الانحناء هي أضعف جوهريًا هي في المجرات المحدودة وغير المتجانسة من الاوراق والالواح غير المحدودة، بما أن هنالك مادة أقل في المسافات الكبيرة لتساهم في قوة الاسترجاع. نتيجة لذلك، نماذج الطول الموجي الطويل غير مستقرة بالجاذبية، كما تم تبيانه من قبل علاقة التشتت المشتقة أعلاه. في هذه النماذج الأكثر واقعية، النجم المثالي يشعر بتردد قوي من انحناء الاطوال الموجية الطويلة يقدر بضعف التردد {\displaystyle \Omega _{z}} لحركة مدارية غير مضطربة على طول المحور الطويل. الاستقرارية لنماذج الانحناء العالمية ستتطلب إذًا بأن التردد المسلط هذا يكون أكبر من {\displaystyle \Omega _{z}}، التردد للحركة المدارية موازيًا للمحور القصير. وتكون الحالة الناتجة (تقديريًا)
{\displaystyle 2\Omega _{x}>\Omega _{z}\,}
حيث أن {\displaystyle \Omega } هو التردد المداري الدائري.

## الأهمية
يُعتقد أن عدم استقرار خرطوم الحريق يلعب دورًا مهمًا في تحديد بنية كل من المجرات الحلزونية والإهليلجية وهالات المادة المظلمة.
- كما لاحظ إدوين هابل وآخرون، نادراً ما يتم ملاحظة المجرات الإهليلجية أكثر استطالة من E6 أو E7، بما يتوافق مع نسبة الحد الأقصى للمحور حوالي 3:1. من المحتمل أن يكون عدم استقرار خرطوم الحريق مسؤولاً عن هذه الحقيقة، لأن المجرة الإهليلجية التي تشكلت في شكل ممدود في البداية ستكون غير مستقرة في أوضاع الانحناء، مما يجعلها أكثر استقامة.
- إن هالات المادة المظلمة المحاكاة، مثل المجرات الإهليلجية، لا تحتوي أبداً على استطالات أكبر من حوالي 3:1. قد يكون هذا أيضًا نتيجة لعدم استقرار خرطوم الحريق.[8]

- تكشف عمليات المحاكاة المركب N أن قضبان المجرات الحلزونية المحظورة غالبًا ما «تنتفخ» بشكل تلقائي، وتحول الشريط الرقيق في البداية إلى نظام فرعي أو قرص سميك.[9] في بعض الأحيان يكون عدم الاستقرار المنحني عنيفًا بما يكفي لإضعاف الشريط. الانتفاخات المتكونة بهذه الطريقة «شبيهة بالصندوق» بشكل كبير، على غرار ما يتم ملاحظته في غالب الأحيان.[9]

- قد يلعب عدم استقرار خرطوم الحريق دوراً في تشكيل تشوه المجرة.[10]